# Британска късокосместа
Британската късокосместа котка е порода домашна котка, произхождаща от Великобритания.
Мъжките екземпляри тежат от 7 – 15 кг, а женските 4 – 7 кг. Има къса гъста козина и също така гъст подкосъм. Характерна е с кръглата си глава и големите си кръгли очи. Тялото ѝ е с „квадратна“ форма. Очите са големи и закръглени. Ушите са с леко заострени връхчета и отдалечени.
Нейните черти я правят популярна порода за участие в котешки шоута. Британската късокосместа е най-популярната котешка порода във Великобритания до 1999 г., когато е заменена от Сиамската котка.
Има спокоен, уравновесен характер, умна и чистоплътна е, лесно се адаптира и се разбира с деца, кучета и други домашни любимци. Отстъпчиви и толерантни са, особено към деца. Докато собствениците им са навън те предпочитат да спят.
Породата се е превърнала в любимец на животински треньори, заради своя характер и интелигентност, а в последните години тези котки са се появили в холивудски филми и телевизионни реклами. Могат да научат малки трикове.

## Вълна, цвят
Козината на британската късокосместа котка е една от отличителните черти на породата. Тя е много гъста, текстурата ѝ е по-скоро плюшена, отколкото вълнена или пухкава, с плътна, "хрупкава" вълна, която се разпада по тялото на котката, когато тя се движи.
Въпреки че британското синьо остава най-известната разновидност, британските късокосмести котки са развъждани в много други цветове и шарки. Черно, синьо, бяло, бяло, червено, кремаво, сребърно, златно и - напоследък - канелено и пепеляво се приемат от всички официални стандарти, както плътни, така и в колорпойнт, таби, избледнели и двуцветни шарки; GCCF, FIFe и TICA приемат също шоколад и разреденото му лилаво, забранено в стандарта на CFA. Всички цветове и модели имат и опции за костенурка.

## Здраве
Благодарение на доброто си родословие британците се характеризират с добро здраве. Проучване, проведено в Обединеното кралство и използващо ветеринарни данни, установи, че средната продължителност на живота на британските късокосмести и британските дългокосмести котки е 9,58 години, докато общата продължителност на живота е 11,74 години. 
Хипертрофичната кардиомиопатия (HCMP) може да бъде проблем за породата. Датско проучване на разпространението на болестта при над 329 котки показва, че 20,4 % от мъжките и 2,1 % от женските котки са имали HCMP, а за други 6,4 % от мъжките и 3,5 % от женските котки е установено, че са съмнителни. Тестването за HCMP на мъжките животни, използвани за разплод, вече е задължително за развъдчиците, организирани под ръководството на датския член на Fife, Felis Danica.
Тази порода се счита за високорискова за поликистозна бъбречна болест (ПКБ).
Проучване на повече от 190 000 пациентски досиета в Англия установи, че вероятността от развитие на захарен диабет при британските късокосмести котки е наполовина по-малка в сравнение с котките от общата популация котки; 0,24 % от британските късокосмести котки са диагностицирани с това заболяване в сравнение с 0,58 % от котките от породата монголоид и от общата популация котки.